# Hippomenella bituberosa
Hippomenella bituberosa är en mossdjursart som beskrevs av Brown 1952. Hippomenella bituberosa ingår i släktet Hippomenella och familjen Escharinidae. Inga underarter finns listade i Catalogue of Life.